# Selector de velocidades

En la imagen, el selector de velocidades actúa sobre un protón. En un electrón el resultado sería el mismo pero las fuerzas eléctrica y magnética sobre la partícula tendrían sentido contrario.

Un selector de velocidades es una región del espacio sobre la que actúan un campo magnético y un campo eléctrico. Ambos campos son ortogonales (perpendiculares entre sí), de tal forma que se contrarrestan sus fuerzas. 
Dado que la fuerza total que actúa sobre un electrón viene dada por la ecuación de la fuerza de Lorentz:  

{\displaystyle {\boldsymbol {F}}=q\left({\boldsymbol {E}}+{\boldsymbol {v}}\times {\boldsymbol {B}}\right)}

donde q es la carga del electrón, E es el campo eléctrico, v es la velocidad del electrón, B es el campo magnético, y × representa el producto vectorial de v y B; se pueden variar las magnitudes de los campos de forma que las partículas con una velocidad determinada no verán afectada su trayectoria al cruzar esa región del espacio, mientras que las partículas de velocidad distinta a la requerida se desviarán.

Como el módulo de la fuerza eléctrica es: 

{\displaystyle F_{\rm {e}}=qE}

 y el de la fuerza magnética es: 

{\displaystyle F_{\rm {m}}=qvB}

 al igualar ambas, se deduce que la velocidad de los electrones seleccionados es: 

{\displaystyle v={\frac {E}{B}}}

Una partícula con mayor velocidad se desviará en el sentido de la fuerza magnética y otra de velocidad menor se desviará en el sentido de la fuerza eléctrica.

Sabiendo que la rapidez de los átomos está determinada por el potencial acelerador V, teniendo en cuenta la expresión de la velocidad anterior y sabiendo la ecuación de energía cinética que adquieren los electrones: 

{\displaystyle E_{\rm {c}}={\tfrac {1}{2}}mv^{2}=qV}

{\displaystyle v^{2}={\frac {2qV}{m}}}

{\displaystyle \left(E/B\right)^{2}={\frac {2qV}{m}}}

  

se halla la relación entre la carga de un electrón y su masa 

{\displaystyle {\frac {q}{m}}={\frac {E^{2}}{2VB^{2}}}}

Utilizando esta relación es cómo el científico inglés Joseph J. Thomson consiguió calcular la masa del electrón, del cual él es el descubridor.
El concepto del selector de velocidades es también utilizado como parte del llamado espectrómetro de masas, para separar iones de un elemento que vayan a determinadas velocidades según sus masas.
- Datos: Q4120185